# Jan Konstantin
Jan Konstantin, vlastním jménem Jan Schindler (30. září 1894 Jeseník nad Odrou – 28. června 1965 Hojsova Stráž čp. 102) byl český operní pěvec, barytonista a pedagog.

## Život
Narodil se v Jeseníku nad Odrou v muzikantské rodině obchodního cestujícího Konstantina Schindlera a jeho ženy Nory roz. Habelová. Prostředí této rodiny mělo velký vliv na volbu jeho budoucí životní cesty. Základní hudební dovednosti si ještě osvojil doma a již tehdy bylo jasné, že se zrodil pěvecký talent. Po absolvování reálky a abiturientského kurzu plzeňské obchodní akademie se začal během první světové války soukromě zdokonalovat ve zpěvu u bývalého pěvce Národního divadla Bohumila Ptáka.
Následně měl získat angažmá v Městském divadle v Plzni, ale v letech 1915–1918 musel narukovat do světové války. V létě roku 1919 se z války vrátil a spolupracoval s Josefem Skupou v kabaretních pořadech Loutkového divadla Feriálních osad v Plzni a v srpnu téhož roku poprvé hostoval na plzeňské operní scéně. Následně Plzeň opustil a v letech 1919–1920 se stal členem operním souboru Státního divadla v Moravské Ostravě. V letech 1920–1921 byl členem souboru Slovenského národního divadla v Bratislavě, kde hostoval i v pozdějších letech.
V dubnu roku 1921 absolvoval již pod svým pseudonymem Jan Konstantin, několik zkušebních představení v pražském Národním divadle a téhož roku byl angažován. V Praze se pěvecky soukromě zdokonaloval u učitele zpěvu Carla Emericha. V roce 1924 se zúčastnil zájezdu části souboru opery a baletu Národního divadla do Vídně, kde vystoupil v tamější Volksoper. V roce 1933 si zahrál i s dalšími kolegy z Národního divadla ve filmu, kde představoval sedláka Krušinu v Innemannově zfilmované opeře B. Smetany Prodaná nevěsta. V roce 1936 vystupoval v demokratickém Španělsku a v roce 1937 organizoval umělecké večery ve prospěch boje proti španělskému fašismu.
Roku 1954 získal titul Zasloužilého umělce. V roce 1955 se vrátil před filmovou kameru podruhé, avšak naposledy, když hrál a zpíval v operních vložkách Krškova životopisného snímku Z mého života. V roce 1956 navštívil Sovětský svaz. V letech 1943–1960 učil zpěv na Konzervatoři Praha a souběžně i na Hudební fakultě AMU. Mezi jeho žáky byli např. Jiří Schiller, Jan Hlavsa a mnozí další. Kromě opery Národního divadla se Jan Konstantin věnoval také koncertní a zájezdové činnosti. V Národním divadle a setrval až do svého odchodu do důchodu 31.7.1960, však hostoval zde až do konce svého života.
Jan Konstantin zemřel 28. června 1965 v Hojsově Stráži čp. 102 ve věku 70 let. Byl pohřben na Vyšehradském hřbitově.

## Významné role na scéně Národního divadla v Praze (výběr)
- 1921–1922 v roli Jiřího Mařáka v opeře O. Zicha Vina
- 1922–1923 v roli Krušiny v opeře B. Smetany Prodaná nevěsta
- 1923–1924 v roli Václava Hlavsy v opeře J. B. Foerstra Srdce
- 1924–1925 v roli Absolona v opeře Z. Fibicha Pád Arkuna
- 1925–1926 v roli Frice Kothnera v opeře R. Wegnera Mistři pěvci norimberští
- 1926–1927 v roli Alberta v opeře J. Masseneta Werther
- 1927–1928 v roli Wolframa v opeře R. Wegnera Tannhäuser
- 1928–1929 v roli Vávry v opeře A. Dvořák Tvrdé palice
- 1929–1930 v roli hraběte v opeře A. Lortzinga Pytlák
- 1930–1931 v roli Spalanzaniho v opeře J. Offenbacha Hoffmannovy povídky
- 1931–1932 v roli Albericha v opeře R. Wegnera Siegfried
- 1932–1933 v roli Petra v opeře E. Humperdincka Perníková chaloupka
- 1933–1934 v roli Taddea v opeře G. Rossiniho Italka v Alžíru
- 1934–1935 v roli Lescauta v opeře G. Pucciniho Manon Lescaut
- 1935–1936 v roli lovce v opeře A. Dvořáka Rusalka
- 1936–1937 v roli Harašty v opeře L. Janáčka Příhody lišky Bystroušky
- 1937–1938 v roli Přemysla ze Stadic v opeře A. Dvořáka Libuše
- 1938–1939 v roli Čerta Marbuela v opeře A. Dvořáka Čert a Káča
- 1939–1940 v roli vyprávěče v baletu J. Křičky Král Lávra
- 1940–1941 v roli hradního pána v opeře R. Karla Smrt kmotřička
- 1941–1942 v roli knížete v opeře A. Dvořáka Šelma sedlák
- 1942–1943 v roli Figara v opeře W. A. Mozarta Figarova svatba
- 1943–1944 v roli pana rady v opeře J. E. Zelinky Paličatý švec
- 1945–1946 v roli Knížete Přemysla v opeře Z. Fibicha Šárka
- 1947–1948 v roli Děnisova v opeře S. Prokofjeva Vojna a mír
- 1948–1949 v roli Vavřince v opeře J. B. Foerstra Debora
- 1949–1950 v roli Proška v opeře K. Kovařovice Na Starém bělidle
- 1951–1952 v roli Oldřicha Rokycanského v opeře B. Smetany Braniboři v Čechách
- 1956–1957 v roli Březka v opeře B. Vomáčky Boleslav I.
- 1957–1958 v roli Čekunova v opeře L. Janáčka Z mrtvého domu
- 1958–1959 v roli Skomorocha v opeře N. Rimského–Korsakova Car Saltan
- 1961–1962 v roli mluvčího v opeře W. A. Mozarta Kouzelná flétna

## Filmografie
- 1933 – Prodaná nevěsta[4], role: sedlák Krušina
- 1943 – Orfeus a Eurydika[8], zpívá starého žebráka
  - Čarodějův učeň[9], zpívá
- 1955 – Z mého života[5], zpívá a hraje

## Galerie

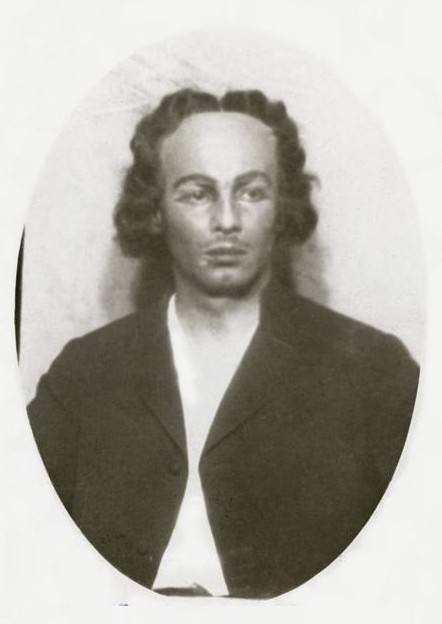
Jan Konstantin v roli Petra I., opera Car a tesař (23.06.1925)
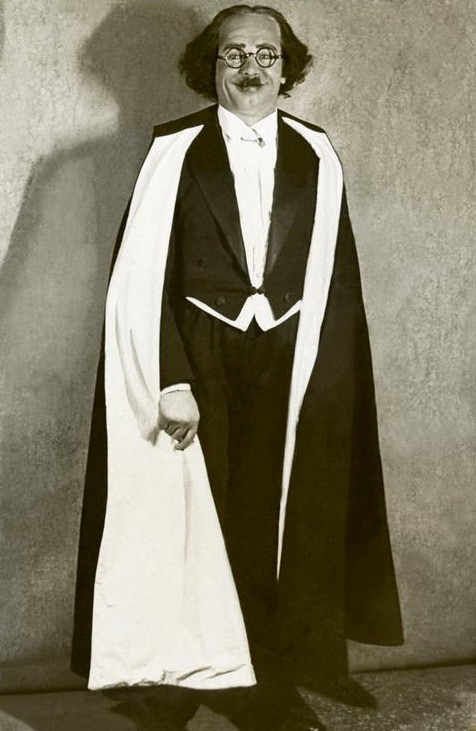
Jan Konstantin v roli Impresaria, opera Dědův odkaz (22.12.1926)
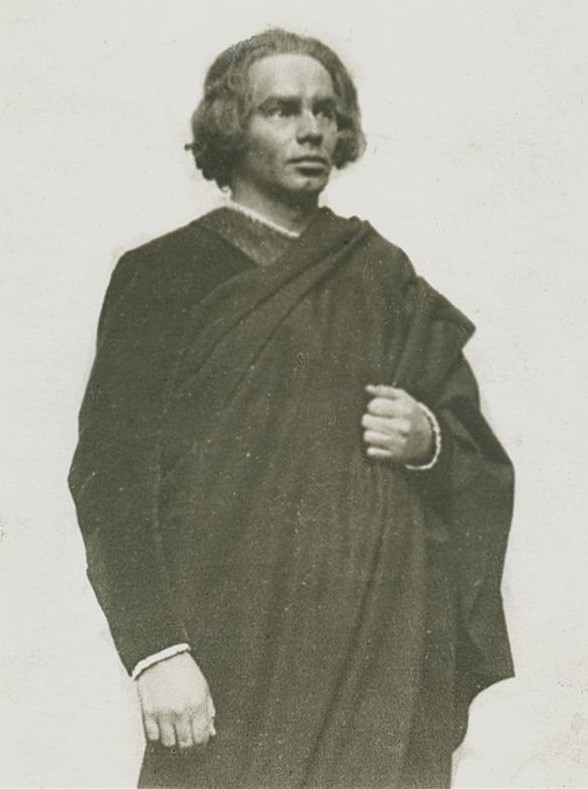
Jan Konstantin v roli Antonia, opera Viola (11.05.1924)